# Лейксайд (тауншип, округ Коттонвуд, Миннесота)
Лейксайд (англ. Lakeside) — тауншип в округе Коттонвуд, Миннесота, США. На 2000 год его население составило 255 человек.

## География
По данным Бюро переписи населения США площадь тауншипа составляет 91,3 км², из которых 86,8 км² занимает суша, а 4,6 км² — вода (5,02 %).

## Демография
По данным переписи населения 2000 года здесь находились 255 человек, 97 домохозяйств и 80 семей.  Плотность населения —  2,9 чел./км².  На территории тауншипа расположено 102 постройки со средней плотностью 1,2 построек на один квадратный километр. Расовый состав населения: 97,25 % белых, 0,78 % азиатов и 1,96 % приходится на две или более других рас.
Из 97 домохозяйств в 29,9 % воспитывались дети до 18 лет, в 79,4 % проживали супружеские пары, в 2,1 % проживали незамужние женщины и в 17,5 % домохозяйств проживали несемейные люди. 14,4 % домохозяйств состояли из одного человека, притом 6,2 % из — одиноких пожилых людей старше 65 лет. Средний размер домохозяйства — 2,63, а семьи — 2,94 человека.
24,7 % населения — младше 18 лет, 5,5 % — в возрасте от 18 до 24 лет, 27,1 % — от 25 до 44, 28,6 % — от 45 до 64, и 14,1 % — старше 65 лет. Средний возраст — 42 года. На каждые 100 женщин приходилось 114,3 мужчин. На каждые 100 женщин старше 18 приходилось 113,3 мужчин.
Средний годовой доход домохозяйства составлял 39 688 долларов, а средний годовой доход семьи —  47 500 долларов. Средний доход мужчин —  35 000  долларов, в то время как у женщин — 21 667. Доход на душу населения составил 20 758 долларов. За чертой бедности находились 16,3 % семей и 19,2 % всего населения тауншипа, из которых 28,1 % младше 18 и 16,7 % старше 65 лет.